# Zaire Franklin
Zaire Najee Franklin (geboren am 2. Juli 1996 in Philadelphia, Pennsylvania) ist ein US-amerikanischer American-Football-Spieler auf der Position des Linebackers. Er spielte College Football für die Syracuse University und steht seit 2018 bei den Indianapolis Colts in der National Football League (NFL) unter Vertrag.

## College
Franklin wurde in Philadelphia, Pennsylvania, geboren und besuchte die La Salle College High School in einem Vorort von Philadelphia. Ab 2014 ging er auf die Syracuse University, um College Football für die Syracuse Orange zu spielen. Nachdem er als Freshman in den letzten drei Spielen in der Startaufstellung stand, war er in den folgenden drei Jahren ausnahmslos Stammspieler auf der Position des Middle Linebackers bei den Orange und bestritt damit in vier Jahren bis 2017 insgesamt 39 von 48 Spielen als Starter. Dabei gelangen Franklin 311 Tackles, davon 31,5 für Raumverlust, und 8,5 Sacks, zwei Interceptions und acht abgewehrte Pässe sowie fünf erzwungene Fumbles. Er war drei Jahre lang Teamkapitän.

## NFL
Franklin wurde im NFL Draft 2018 in der siebten Runde an 235. Stelle von den Indianapolis Colts ausgewählt. Er bestritt als Rookie zwei Partien als Starter, blieb aber überwiegend Reservist und spielte vor allem viel in den Special Teams, in denen er in den folgenden Spielzeiten einer der am häufigsten eingesetzten Spieler wurde. In der Saison 2020 wurde Franklin erstmals zu einem der Teamkapitäne der Colts ernannt, ebenso wie in den folgenden beiden Jahren.
In der Saison 2021 übernahm Franklin nach dem Abgang von Anthony Walker Jr. neben Shaquille Leonard und Bobby Okereke die Rolle als dritter Linebacker und sah damit etwas mehr Spielzeit in der Defense. Er verzeichnete 40 Tackles und eine Interception, zudem konnte er gegen die Jacksonville Jaguars einen Field-Goal-Versuch blocken. Im März 2022 einigte Franklin sich mit den Colts auf eine Vertragsverlängerung um drei Jahre im Wert von bis zu zwölf Millionen US-Dollar, davon vier Millionen garantiert. Durch den verletzungsbedingten Ausfall von Shaquille Leonard für weite Teile der Saison nahm Franklin 2022 eine wesentlich größere Rolle in der Defense der Colts ein und ersetzte Leonard auf der Position des Middle Linebackers. Mit 167 Tackles in 17 Spielen konnte Franklin den 2018 von Leonard aufgestellten Franchiserekord für die meisten Tackles in einer Saison brechen (zuvor 163). Diesen konnte er in der Saison 2023 mit 179 Tackles erneut steigern, zugleich gelangen ihm damit 2023 die zweitmeisten Tackles nach Bobby Wagner (183). Im März 2024 einigte Franklin sich mit den Colts auf eine Vertragsverlängerung um drei Jahre im Wert von 31,26 Millionen US-Dollar.
In einer eher schwachen Defense – am Ende der Spielzeit 2024 trennte man sich nach drei Jahren von Defense Coordinator Gus Bradley – avancierte Franklin zu einem der herausragenden Spieler der Colts und verzeichnete sein bisher bestes Karrierejahr. Zum ersten Mal wurde er in den Pro Bowl sowie in das Second Team All-Pro gewählt. Seine 173 Tackles in der Saison waren ligaweit der Spitzenwert. Mit 3,5 Sacks, 2 Interceptions und 5 erzwungenen Fumbles stellte er jeweils Karrierebestwerte auf.

### NFL-Statistiken
| Saison                             | Saison | Spiele | Spiele      | Tackles | Tackles | Tackles | Tackles | Interceptions | Interceptions | Interceptions | Interceptions | Interceptions | Fumbles | Fumbles | Fumbles |
| Jahr                               | Team   | Spiele | als Starter | Gesamt  | Solo    | Ast     | Sacks   | PD            | INT           | Yds           | Lng           | TD            | FF      | FR      | TD      |
| ---------------------------------- | ------ | ------ | ----------- | ------- | ------- | ------- | ------- | ------------- | ------------- | ------------- | ------------- | ------------- | ------- | ------- | ------- |
| 2018                               | IND    | 16     | 2           | 29      | 14      | 15      | 0,0     | 1             | 0             | 0             | 0             | 0             | 0       | 0       | 0       |
| 2019                               | IND    | 16     | 0           | 6       | 4       | 2       | 0,0     | 0             | 0             | 0             | 0             | 0             | 0       | 0       | 0       |
| 2020                               | IND    | 16     | 2           | 19      | 14      | 5       | 0,0     | 0             | 0             | 0             | 0             | 0             | 0       | 0       | 0       |
| 2021                               | IND    | 17     | 11          | 40      | 21      | 19      | 0,0     | 2             | 1             | 8             | 8             | 0             | 0       | 1       | 0       |
| 2022                               | IND    | 17     | 17          | 167     | 102     | 65      | 3,0     | 6             | 0             | 0             | 0             | 0             | 2       | 0       | 0       |
| 2023                               | IND    | 16     | 16          | 179     | 107     | 72      | 1,5     | 6             | 0             | 0             | 0             | 0             | 2       | 0       | 0       |
| 2024                               | IND    | 17     | 17          | 173     | 93      | 80      | 3,5     | 6             | 2             | 4             | 4             | 0             | 5       | 0       | 0       |
| Gesamt                             | Gesamt | 115    | 65          | 613     | 355     | 258     | 8,0     | 21            | 3             | 12            | 8             | 0             | 9       | 1       | 0       |
| Quelle: pro-football-reference.com |        |        |             |         |         |         |         |               |               |               |               |               |         |         |         |